# Patitiri
Patitiri (griechisch Πατητήρι (n. sg.) ‚Kelter‘) ist eine kleine Hafenstadt im Süden der Sporadeninsel Alonnisos und heute deren Hauptort. Dieser erhielt seinen Namen, weil hier früher die auf der Insel reichlich geernteten Trauben gekeltert wurden. Der Most wurde mit Kaíki-Booten nach Volos befördert. Ein Reblausbefall in den späten 1960er-Jahren zerstörte die Grundlagen des Weinbaus.

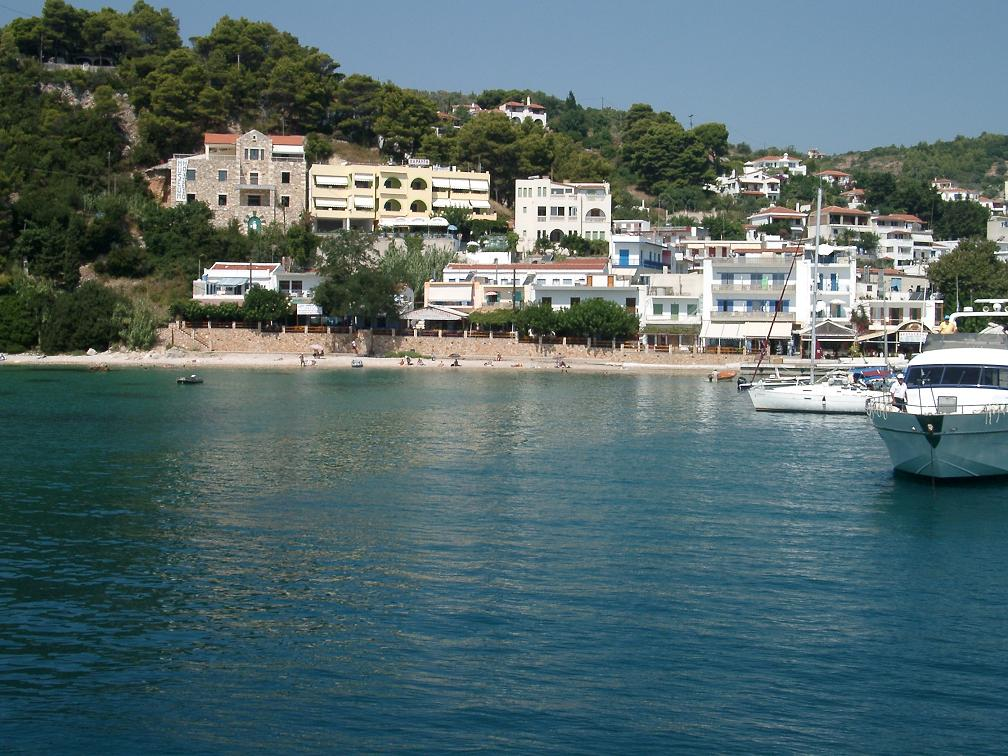
Der Hafen von Patitiri

Nachdem am 9. März 1965 der damalige Hauptort Alonnisos, auch Chora genannt, von einem schweren Erdbeben der Stärke 6,3 auf der Richter-Skala zerstört wurde, wurden die Einwohner im Hafenort Patitiri angesiedelt, der sich seitdem zum Verwaltungs- und Einkaufszentrum der Insel entwickelt hat.